# (3534) Sax
Pour les articles homonymes, voir Sax.
L'astéroïde (3534) Sax doit son nom au facteur d'instrument de musique belge Adolphe Sax (1814-1894), connu pour avoir inventé le saxophone.
L'astéroïde est découvert le 15 décembre 1936 à l'observatoire royal de Belgique à Uccle par l'astronome belge Eugène Delporte. Sa désignation provisoire était 1936 XA.